# Пневмопривод

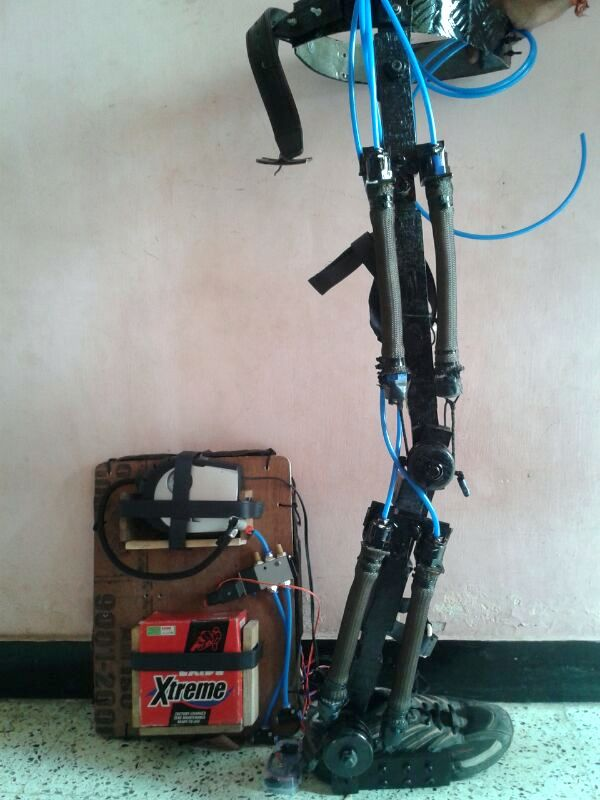
Нога робота, оснащена пневмоприводом

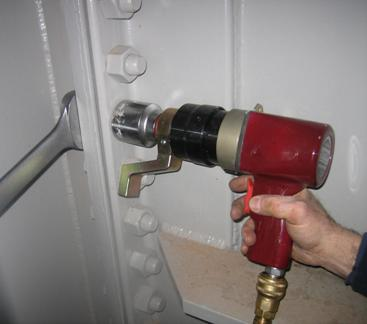
Пневматичний гайкокрут

Пневматичний двигун зворотно-поступального руху у роботі

Пневмопри́вод (англ. pneumatic actuator, pneumatic (fluid) drive; нім. Druckluftantrieb m) — привод, до складу якого входить пневматичний механізм з одним чи більше об'ємними пневмодвигунами, призначений для передавання, керування та розподілу енергії робочим газом під тиском. Пневмоприводи призначені для приведення в дію машин і механізмів за допомогою стисненого газу, роль якого зазвичай виконує повітря під тиском.
У залежності від характеру руху вихідної ланки пневмодвигуна (валу чи штока), і відповідно, характеру руху робочого органу пневмопривод може бути обертальної, поворотної або лінійної зворотно-поступальної дії.
Пневмопривод використовується у верстатах, гальмівних системах, пневмороботах, пневматичному інструменті тощо.

## Історія
Одним з перших винахідників П. був Ктесібій (Ktēsíbios) (бл. 2—1 ст. до н. е.) — давньогрецький механік і винахідник з Александрії. Він сконструював аеротон — військову машину, в якій як пружне тіло використовується стиснене повітря.
Герон Александрійський (бл. 10-70 рр.) написав відомий трактат «Пневматика». Тут, зокрема, розглянуто низку гідропневматичних пристроїв.

## Пневмоприводи обертальної дії
До цієї групи входять пневмоприводи, що як двигун використовують пневмодвигуни з обертальним рухом вихідного вала — пневмомотори. Практичне застосування знайшли пластинчасті, шестеренні та поршневі пневмомотори.

## Пневмоприводи поворотної дії

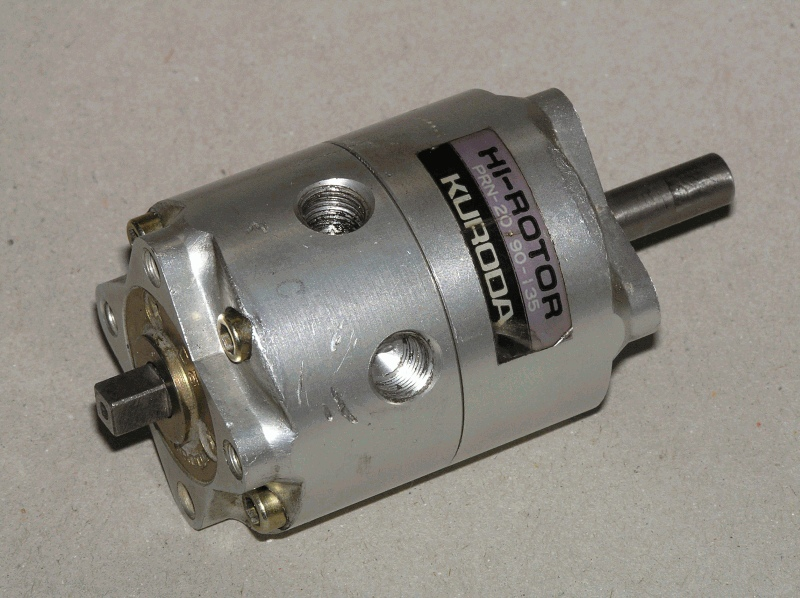
Пневмодвигун поворотної дії

У цих приводах використовуються поворотні пневмодвигуни із зворотно-обертальним рухом вихідної ланки — поворотного вала, що має обмежений кут повороту. У залежності від конструкції ці пневмодвигуни можуть бути шиберними або поршневими, плунжерними, мембранними у поєднанні з різними передачами (важільними, зубчасто-рейковими тощо).

## Пневмоприводи лінійної зворотно-поступальної дії
Сюди відносяться приводи що базуються на поршневих та плунжерних пневмоциліндрах, мембранних та сильфонних камерах з прямолінійним зворотно-поступальним рухом вихідного штока. Вони можуть бути одно- та двосторонньої дії, дво- та багатопозиційними, одноступеневими і телескопічними.
У пневмоприводах односторонньої дії рухомий елемент (поршень, плунженр, опорний диск мембрани) переміщується під дією тиску повітря тільки в одному напрямку. Зворотний хід виконується за рахунок дії пружини, сили тяжіння чи за допомогою іншого приводу. В приводах двосторонньої дії рухомий елемент переміщується тиском повітря як в прямому, так і в зворотному напрямках.

## Переваги пневмоприводу

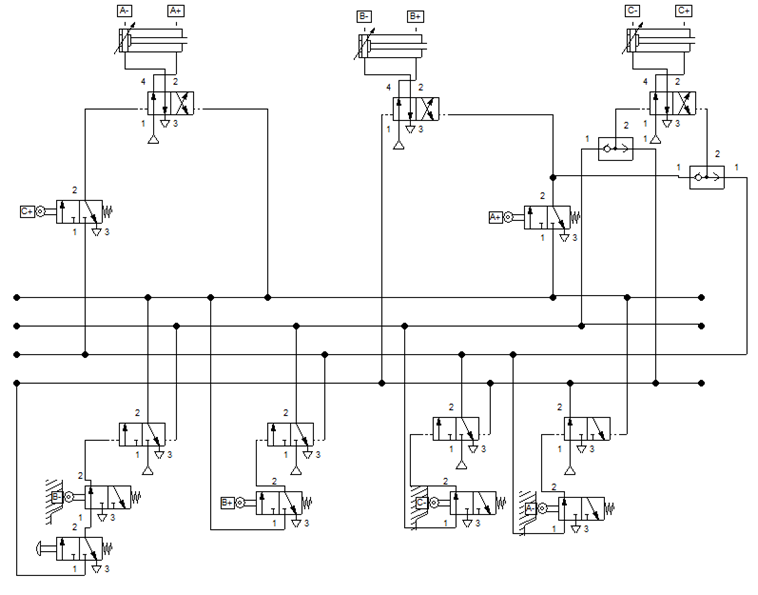
Принципова схема пневмоприводу з трьома пневмоциліндрами

- на відміну від гідроприводу — відсутність необхідності повертати робоче тіло (повітря) назад до компресора;
- менша вага робочого тіла в порівнянні з гідроприводом і менша вага виконавчих пристроїв у порівнянні з електричними;
- простота конструкцій і висока надійність, а також простота обслуговування;
- можливість спростити систему за рахунок використання як джерело енергії балона із стислим газом, є системи, де тиск в балоні досягає 500 МПа;
- простота і економічність, обумовлені дешевизною робочого газу;
- висока швидкість спрацьовування і великі частоти обертання пневмомоторів (до декількох десятків тисяч обертів за хвилину);
- пожежобезпечність і нейтральність робочого середовища, що забезпечує можливість застосування пневмоприводу в шахтах і на хімічних виробництвах;
- порівняно з гідроприводом — здатність передавати пневматичну енергію на великі відстані (до декількох кілометрів), що дає змогу використовувати пневмопривод як магістральний у шахтах і на копальнях;
- на відміну від гідроприводу, пневмопривод менш чутливий до зміни температури довкілля внаслідок меншої залежності ККД від витоків робочого середовища (робочого газу), тому зміна зазорів між деталями пневмообладнання і в'язкість робочого середовища істотно не впливають на робочі параметри пневмоприводу; це робить пневмопривод зручним для використання в гарячих цехах металургійних підприємств.

## Недоліки пневмоприводу
- нагрівання і охолодження робочого газу в процесі стискування в компресорах і розширення в пневмомоторах; ця вада обумовлена законами термодинаміки, і призводить до таких проблем:

 — обмерзання пневмосистем;
 — конденсація водяної пари з робочого газу, і у зв'язку з цим необхідність його осушення;
- висока вартість пневматичної енергії в порівнянні з електричною (приблизно у 3-4 рази), що важливо, наприклад, при використанні пневмоприводу в шахтах;
- нижчий ККД, ніж у гідроприводу;
- низькі точність спрацювання і плавність ходу, складність забезпечення заданого закону руху вихідної ланки пневмодвигуна;
- погані умови змащування поверхонь тертя рухомих елементів пневматичних пристроїв та потреба захисту від корозії;
- можливість вибухового розриву трубопроводів і виробничого травматизму, через що в промисловому пневмоприводі застосовуються невеликі тиски робочого газу (звичайний тиск в пневмосистемах не перевищує 1 МПа, хоча відомі пневмосистеми з робочим тиском до 7 МПа — наприклад, на атомних електростанціях), і, як наслідок, зусилля на робочих органах значно менші порівняно з гідроприводом). Там, де такої проблеми немає (на ракетах і літаках) або розміри систем невеликі, тиски можуть досягати 20 МПа і навіть вище.